# Megalomma vigilans
Megalomma vigilans är en ringmaskart som först beskrevs av Jean Louis René Antoine Édouard Claparède 1869.  Megalomma vigilans ingår i släktet Megalomma och familjen Sabellidae. Inga underarter finns listade i Catalogue of Life.